# Abderrahman ben Lahmar
Abderrahman ben Lahmar (Tetuán, 1957 - id, 4 de julio de 2011) fue un profesor de filosofía y árabe, crítico literario, hispanista y activista demócrata marroquí.
De joven fue miembro del Sindicato Nacional de Alumnos, una organización juvenil vinculada a la clandestina Ila al Amam hasta su disolución y persecución durante el reinado de Hassan II. Además de en Tetuán, fue profesor un Casablanca, Larache y Salé, en centros de gran prestigio como el Liceo Jabir Ben Hayane. Destacó por sus estudios sobre Averroes y la espiritualidad sufí. En su calidad de hispanista y crítico literario, fue fundador y redactor jefe de Cuadernos del Norte, publicación sobre la cultura española. Fue traductor del español al árabe de obras de diversos autores españoles, como Juan Goytisolo. En el ámbito político destacó su compromiso con los sindicalistas de la Asociación de Trabajadores Inmigrantes Marroquíes en España (ATIME) y su divulgación del pensamiento político del opositor demócrata Abraham Serfaty.